# Pierre de Nef
Pierre de Nef, né en 1774 et décédé en 1844, était un industriel, marchand, mécène et député d'Anvers, qui contribua par ses dons au développement du travail missionnaire des jésuites belges dans le Midwest américain au XIXe siècle. 

## Biographie
Pierre de Nef était à la direction d'une fabrique de toiles et d'un important commerce de vins de la Belgique néerlandophone. A 57 ans, il se fait élire député de l'arrondissement de Turnhout, à l'Est du grand port d'Anvers, mandat qu'il occupera pendant treize ans, de 1831 à 1844. Il a aussi fondé, rue d'Hérenthals à Turnhout, une école apostolique d'humanités dans laquelle furent formés de nombreux missionnaires jésuites. En 1830, l'établissement comptait 180 élèves. Il est dirigé ensuite par la Compagnie de Jésus, dont les supérieurs confiaient à Pierre de Nef "le choix des sujets à envoyer en Amérique".
L'un de ses amis d'Anvers est Guillaume-Joseph De Boey, un financier à la tête d'une fortune de deux à huit millions de francs selon les sources,, montant considérable pour l'époque et constituée essentiellement d'actions de sociétés, grâce à de judicieux placements. Tous deux sont proches du missionnaire et explorateur jésuite Pierre-Jean De Smet, originaire de la même région de Belgique, réputé pour ses expéditions et médiations destinées à faire respecter les droits des tribus amérindiennes, et qui a permis à plusieurs reprises de faire signer des traités de paix entre les différentes ethnies. Gardant « pour le Missouri le meilleur de son cœur », il travaille avec Pierre de Nef à organiser en Belgique une association en faveur des « missions indiennes ».
De Nef et de Boey font partie du groupe de quatre marchands d'Anvers qui ont imaginé un moyen de soutenir aussi financièrement les missions jésuites en Amérique, à commencer par celle située, à une vingtaine de miles au nord de Saint-Louis (Missouri), fondée par Charles Van Quickenborne, l'un des pionniers de l'évangélisation du Midwest américain, à partir de laquelle des expéditions sont lancées vers ce qui n'est encore que le Territoire de l'Oregon, et toujours, en théorie, les terres de la Compagnie de la Baie d'Hudson anglaise, même si elle n'y met pas les pieds.
Théodore de Theux, le successeur depuis 1830 de Charles Van Quickenborne à la tête de la mission du Missouri, a des liens familiaux dans la communauté financière belge. Il reçut dès le 23 août 1832 une lettre de Pierre de Nef expliquant qu'il a fait « une sorte d'association avec mes honorables amis MM. Guillaume-Joseph De Boey, Henri Le Paige et Joseph Proost d'Anvers. Elle consiste en ceci : nous achetons des actions sur divers pays, avec l'intention que la perte entière, s'il y en a, soit à notre compte, et qu'une bonne partie du bénéfice, s'il y en a, soit destiné à nos chères missions d'Amérique ». En quatre ans, de 1832 à 1835, indépendamment des frais de voyage des missionnaires qu'il supportait seul, Pierre de Nef a envoyé au Missouri et au Maryland la somme de 156 000 francs.